# مارك د. جوردن
مارك د. جوردن (بالإنجليزية: Mark D. Jordan)‏ هو فيلسوف أمريكي، ولد في 1953.